# Arctosa bacchabunda
Arctosa bacchabunda este o specie de păianjeni din genul Arctosa, familia Lycosidae. A fost descrisă pentru prima dată de Karsch, 1884.
Este endemică în São Tomé. Conform Catalogue of Life specia Arctosa bacchabunda nu are subspecii cunoscute.